# Dolichopareias
Dolichopareias — вимерлий рід аделоспондильних тетраподоморфів.